# (807) Ceraskia
(807) Ceraskia est un astéroïde de la ceinture principale découvert le 18 avril 1915 par l'astronome allemand Max Wolf.
Sa désignation provisoire était 1915 WY.